# Festival pod věží
Festival pod věží byla přehlídka hudebních skupin z České a Slovenské republiky hrajících vlastní tvorbu opírající se o hodnoty křesťanství. Konal se od roku 2004 každoročně na ploše před kostelem Panny Marie Pomocnice křesťanů ve Zlíně na Jižních Svazích (Zlínský kraj). Byl starším sourozencem festivalu Maják na Slovensku v Dubnici nad Váhom (2007-2010).
Posledním ročníkem který se uskutečnil, byl ročník 2016.